# Circuito Brasileiro de Voleibol de Praia Masculino Sub-19 de 2017
O Circuito Brasileiro de Voleibol de Praia Sub-19 de 2017, também chamado de Circuito Banco do Brasil de Vôlei de Praia Sub-19, foi a décima quarta edição da principal competição nacional de Vôlei de Praia na categoria Sub-19 na variante masculina, iniciado em 24 de agosto de 2017.

## Resultados

### Circuito Sub-19
| Evento                                                      | Ouro                        | Prata                         | Bronze                      | Quarto lugar                  |
| 1ª Etapa Lauro de Freitas, Bahia 24 a 27 de agosto de 2017. | Renato Andrew Rafael Andrew | Matheus Santos Rogério Avelar | Antônio Felipe Pedro Arthur | Matheus Filipe André Danilo   |
| 2ª Etapa Manaus, Amazonas 23 a 26 de novembro de 2017.      | Matheus Filipe André Danilo | Gabriel de Abreu Lucas Lippi  | Renato Andrew Rafael Andrew | Matheus Santos Rogério Avelar |